# Оренбург-2 (аэродром)
Оренбург-2 — военный аэродром в Оренбургской области. Расположен в 6 км юго-западнее города Оренбурга, в 4 км западнее железнодорожной станции Меновой Двор.
Альтернативные названия аэродрома: Меновой Двор, Orenburg Southwest (в иностранных источниках).
На аэродроме дислоцирована 6956-я авиабаза (бывший 117-й военно-транспортный авиационный Берлинский ордена Кутузова полк), входящая в состав 12-й военно-транспортной авиационной Мгинской дивизии 61-й воздушной армии. На вооружении авиабазы состоят военно-транспортные самолёты Ил-76 и Ан-12.
Также на аэродроме базировалась 102-я отдельная смешанная авиационная эскадрилья, входящая в состав 31-й ракетной армии РВСН России — самолёты Ан-26, вертолёты Ми-8.
Являлся одним из базовых аэродромов Оренбургского ВВАУЛ, расформированного в 1993 году. 
До 1996 года на аэродроме функционировал 336-й авиаремонтный завод Министерства обороны РФ — войсковая часть 13814 (производивший ремонт самолётов Ан-26, ранее — Ил-28). В 1998 году ряд его объектов, расположенных в г. Оренбург, Авиагородок-2 (пос. Пристанционный) передан в муниципальную собственность.
В окрестностях Оренбурга существует ещё один военный аэродром — Чебеньки.

## История 117-го ВТАП
Полк был образован 1 июля 1938 года в городе Иваново как 6-й дальнебомбардировочный авиационный полк. В годы Великой Отечественной войны полк участвовал в боях за Крым и Керченский полуостров. Совершались боевые вылеты в район Тегерана, порта Пехлеви, к позициям немецких войск под Сталинградом. Принимал участие в Орловской наступательной операции и боях за Кавказ. С октября 1943 года по июнь 1944 вылетал с аэродрома Васильевское и вел боевые действия на Западном фронте. 15 октября 1944 года полк перебазировался на аэродром Шяуляй, после чего продолжил боевые действия.
За боевые подвиги при взятии Кенигсберга указом Президиума Верховного Совета СССР полк награждён орденом Кутузова III степени. 26 апреля 1945 года за содействие войскам 1-го Белорусского фронта полку присвоено почетное наименование «Берлинский». Шесть человек были удостоены звания Героя Советского Союза, а генерал-майор Фёдоров Е. П. удостоен этого звания дважды. Два человека были удостоены звания Героя Российской Федерации.
После войны полк освоил самолет Ту-16. В 1969 году переучен на самолеты Ан-12 и перебазирован в город Шяуляй. В 1993 году полк перебазировался с аэродрома Шяуляй на аэродром Оренбург. В 1995 году полк был переучен на Ил-76, две авиационные эскадрильи были перебазированы с аэродрома Укурей на аэродром Оренбург. Штаб полка после перебазирования в Оренбург располагался в здании расформированного летного училища (учебное заведение военно-воздушных сил, которое с мая 1967 года носило имя дважды Героя Советского Союза генерала Полбина Ивана Семеновича — выпускника училища 1931 г. (родился 9.02.1905 г., погиб 11.02.1945 г., совершая 157-й боевой вылет)).
В настоящее время в этом здании находятся школа юных космонавтов и кадетский корпус имени Неплюева.